# 長野県道498号聖高原千曲線
長野県道498号聖高原千曲線（ながのけんどう498ごう ひじりこうげんちくません）は、長野県東筑摩郡麻績村と千曲市を結ぶ一般県道。

## 概要

### 路線データ
- 起点：東筑摩郡麻績村大字麻（国道403号交点）
- 終点：千曲市大字磯部（戸倉上山田温泉入口交差点＝国道18号交点）

### 主要構造物

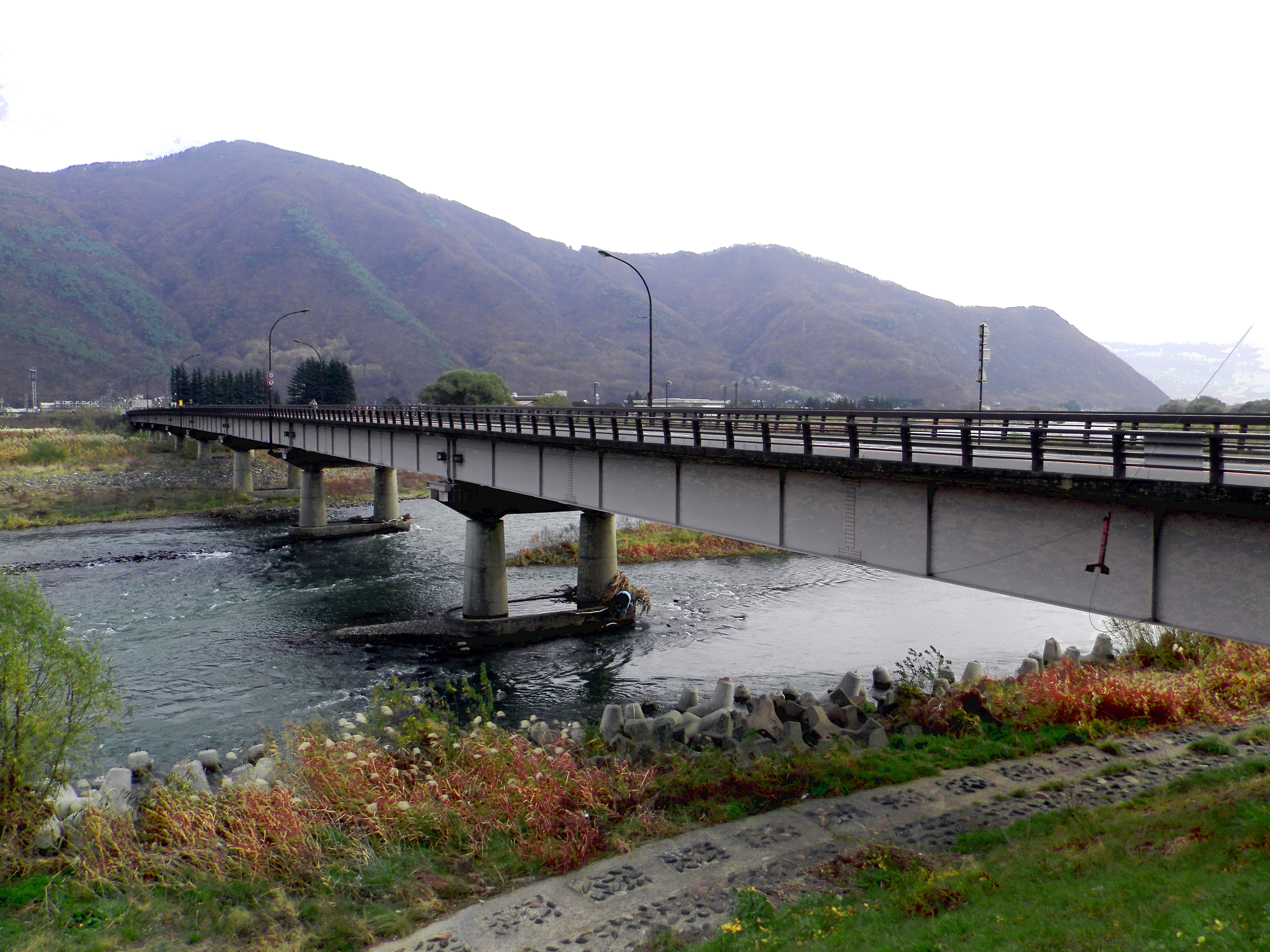
千曲川に架かる万葉橋

- 万葉橋（まんようばし＝千曲市上山田温泉二丁目・磯部新戸倉間）
  - 千曲川に架かる橋梁。名称は、古くからこの地の千曲川が歌に多く詠まれ、その一部は万葉集にも取り上げられてきたと推定されていることに由来している。上山田温泉側の袂には句碑が集まる千曲市千曲川万葉公園がある。
  - 全長：364.15 m
  - 幅員：12.0 m

## 別名
- 萬葉通り / 万葉通り（城山入口交差点・上山田温泉入口交差点間）

## 通過する自治体
- 東筑摩郡
  - 麻績村 - 筑北村
- 千曲市

## 交差・接続する道路
- （東筑摩郡麻績村麻付近＝起点）
  - 国道403号（北国西街道）
- （東筑摩郡筑北村坂井古峠付近）
  - 長野県道494号聖高原杉崎線
- 城山入口交差点（千曲市上山田温泉二丁目）
  - 長野県道55号大町麻績インター千曲線 - ※長野県道77号長野上田線との重複区間
- 上山田文化会館前交差点（千曲市上山田温泉二丁目）
  - 千曲市道（上山田温泉中央通り）
- 万葉橋西詰（千曲市上山田温泉二丁目）
  - 長野県道462号上田千曲長野自転車道線（上田千曲長野自転車道）
- 戸倉上山田温泉入口交差点（千曲市磯部＝終点）
  - 国道18号（北国街道）

## 周辺
- 聖高原
  - 聖湖
  - 聖高原スキー場
- 城山史跡公園
- 戸倉上山田温泉
- 長野赤十字病院附属上山田診療所
- 千曲市千曲川万葉公園